# Superfly
Superfly — японская рок-группа. Дебютировала (выпустила свою первую запись, сингл «Hello, Hello» на лейбле Warner Music Japan) 4 апреля 2007 года.
Сейчас группа состоит из одного человека — вокалистки и поэтессы-песенницы Сихо Оти. Раньше в ней было два участника, но в ноябре 2007 года гитарист и композитор Коити Табо объявил, что решил сосредоточиться на написании песен и поэтому перестаёт с группой выступать. Он по-прежнему пишет песни группы — музыку и иногда слова, — но сам в ней не играет.
Идея с названием группы пришла в голову Табо ещё до знакомства с Оти, когда он, будучи старшеклассником, увидел в телевизоре музыкальное видео на композицию «Superfly» в исполнении Кёртиса Мэйфилда.
Первые четыре альбома проекта — Superfly (издан в мае 2008), Box Emotions (сентябрь 2009), «Wildflower & Cover Songs:Complete Best 'TRACK 3'» (сентябрь 2010, комплект из сингла «Wildflower» и кавер-альбома) и Mind Travel (июнь 2011) поднялись на 1-е место недельного альбомного чарта «Oricon». Тогда группа стала первой за 7 лет и 3 месяца женщиной или чисто женским коллективом, кому удалось достичь 1-го места с четырьмя альбомами подряд[A].
Причём два первых студийных альбома были Японской ассоциацией звукозаписывающих компаний сертифицированы по продажам дважды платиновыми, а «Wildflower & Cover Songs: Complete Best 'TRACK 3'» и Mind Travel — один раз платиновыми.
[A] Примечание: По подсчётам компании «Oricon».
«Wildflower & Cover Songs: Complete Best 'TRACK 3'» был помещён в альбомный чарт «Орикона», хотя сама группа/певица классифицирует его как сингл с дополнительным альбомом в комплекте. Mind Travel же группа считает своим третьим номерным альбомом.

## Состав группы

### Настоящее время
Сихо Оти (越智 志帆 Оти Сихо)
- Вокал, написание текстов ко многим песням и музыки для некоторых из них.
- Родилась 25 февраля 1985 года в г. Имабари префектуры Эхимэ (бывшее название — деревня Асакура). Рост — 153 см. Группа крови — II. Окончила старшую школу Кита в г. Имабари. Получила базовую учёную степень секретаря в младшем колледже Тойота в городе Мацуяма префектуры Эхимэ.
- В средней школе на конкурсе хорового пения впервые испытала радость от пения на публике, что послужило толчком к началу занятиями музыкой. Впервые приняла участие в вокальной группе в выпускном классе старшей школы. До определённого момента увлекалась в основном поп-музыкой. Однако во время учёбы в младшем колледже альбом «Move Over» Дженис Джоплин, который ей порекомендовал Коити, повернул её увлечение в направление рок-музыки. С тех пор Кэрол Кинг, Мария Малдор, Мик Джаггер, Шерил Кроу и другие, в дополнение к Дженис Джоплин, очень сильно повлияли на творчество Сихо, стремящейся походить на них.
- Несмотря на небольшой рост и маленькое и хрупкое телосложение обладает обладает очень сильным и в то же время мелодичным голосом.
- На живых выступлениях и при записи песен она играет на гитаре, пианино, губной гармошке, бубне, колокольчике, литаврах и многих других инструментах.
- Увлекается готовкой и чтением. Обожает Одри Хепбёрн.

### Бывшие члены группы
Коити Табо (多保 孝一 Табо Коити)
- Гитара, сочинение песен, аранжировка.
- Родился 11 февраля 1982 г. в г. Имабари префектуры Эхимэ. Группа крови — I.
- 8 ноября 2007 г., спустя полгода после дебюта с композицией «Hello, Hello», ушел из группы. После ухода был основным композитором/аранжировщиком большинства песен группы, вплоть до 2014 г., до выхода альбома «Superfly BEST».
- Официальная кличка, данная ему Оти, — «Учитель Табо».
- С 2008 г. также работает под псевдонимом «TABO». Кроме работы с Superfly занимается созданием музыки и аранжировками для таких артистов, как Маая Сакамото, Охара Сакурако, Лео Иэйри, Чарис, Ё Хитото, Тикудзэн Сато, Ёхито Тэраока, Момока Ариясу и других.
- Обладая глубокими познаниями классического западного рока 1960-х, 1970-х гг., использует гитарные рифы этого периода для их слияния с современными мелодиями J-pop.
- На его творчество повлияли такие музыканты, как Rolling Stones, Майкл МакДональд, Fleetwood Mac, Кёхэй Цуцуми.

## Дискография
См. статью «Superfly discography» в англ. Википедии.

### Альбомы

#### Студийные альбомы
- 2008: Superfly
- 2009: Box Emotions
- 2011: Mind Travel
- 2012: Force
- 2015: White
- 2017: Love, Peace & Fire

#### Сборники
- 2010: Wildflower & Cover Songs: Complete Best 'Track 3'
- 2013: Superfly Best